# Félicité de La Mennais
Lamennais
« Lamennais » redirige ici.  Pour son frère, le fondateur des Frères de l'instruction chrétienne de Ploërmel, voir Jean-Marie de La Mennais.
Félicité de La Mennais [lamnɛ], plus connu sous le nom de Lamennais, né le 19 juin 1782 à Saint-Malo (Ille-et-Vilaine) et mort le 27 février 1854 à Paris, est un prêtre, théologien, écrivain, philosophe et homme politique français.

## Biographie

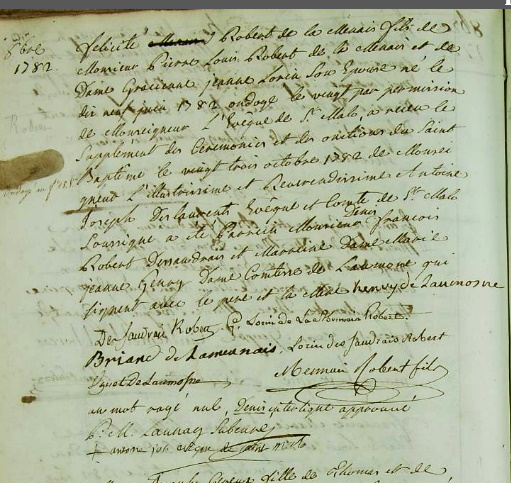
Extrait du registre de baptême de Félicité Robert de la Mennais.

### Famille
Pour comprendre le parcours de Lamennais, il faut faire un détour par l'histoire de la famille Robert de la Mennais qui est celle d'une grande famille malouine, marquée à la fois par le commerce international, l'engagement social et les responsabilités administratives locales. En effet, certains auteurs estiment que, cet héritage a participé à la construction de la personnalité qu'il deviendra.
Félicité Robert de La Mennais, écrit « de la Menais », sur le registre des baptêmes de sa paroisse, (ou Félicité Lamennais) est un des six enfants de Pierre-Louis Robert, sieur de la Mennais — armateur et fils d'armateur à Saint-Malo, anobli — et de Gratienne Lorin, morte en 1787 lorsqu'il a 5 ans, en sorte qu'il soit élevé chez un de ses oncles. Félicité a quatre frères et une sœur.

### Jeunesse et conversion

Félicité de La Mennais vers 1798

Son frère aîné ayant rouvert le collège de Saint-Malo  avec ses amis — les abbés Étienne-Pierre Engerran et Jean Vielle —, collège qui avait été fermé sous la Révolution, Lamennais y devient professeur de mathématiques, de 1804 à 1805 puis de 1808 à 1810.
En 1809, il se lie d'amitié avec un élève du collège de Saint-Malo, selon Hourdin.
Une retraite dans la propriété familiale avec son frère Jean-Marie, ainsi qu'un séjour à Paris, entre 1805 et 1807, décident alors de sa vocation religieuse.
Avec son frère aîné, Jean-Marie, ils étudient ensemble de nombreux ouvrages et projettent des idées pour moderniser le clergé et développer l'importance de l'instruction. C'est ainsi qu'ils écrivent l'ouvrage intitulé Réflexions sur l'état de l'Église en France pendant le dix-huitième siècle et sur sa situation actuelle.
Il reçoit la tonsure à Rennes, le 19 juin 1809, des mains d'Étienne Célestin Enoch. Le 23 décembre suivant, il se présente chez le même évêque pour recevoir les ordres mineurs puis il arrête momentanément sa marche vers l'autel.

### Projet non abouti d'une mission d'évangélisation en Amérique
En 1811, par une lettre adressée à un évêque, il manifeste son intérêt et son souhait de devenir religieux et missionnaire à la fois. Il justifie ainsi, le délai qu'il met depuis 1809 à demander le sous-diaconat. Il a eu cette idée par le fait d'avoir correspondu avec l'abbé Simon Bruté de Rémur, missionnaire aux États-Unis depuis 1810 et qui était bien au courant des activités missionnaires dans le Kentucky. Il fait la demande d'un passeport français pour se rendre dans le Kentucky, où un établissement de trappistes se dévoue à l'instruction des chrétiens du pays et à la conversion des populations locales dont les tribus d'Amérindiens. Cependant, Lamennais ne part finalement pas pour l'Amérique.

### Rédaction de l'Essaiet début de la notoriété
D'avril à novembre 1815, pendant les Cent-Jours, il devient maitre d'études à Londres dans le quartier de Kensington. Lamennais propose de faire venir un de ses élèves, Harry Moorman, à Paris. L’abbé Carron trouve que « ce n’est pas opportun ». C'est également lors de ce séjour à Londres qu'il fait la connaissance de trois dames avec qui il garde contact par la suite : Mlles de Lucinière, de Villiers et de Trémereuc. Lamennais retourne à Paris en novembre.
Le 23 décembre 1815, Lamennais reçoit le sous-diaconat dans l'église Saint-Sulpice à Paris, de la main de Claude André, ancien évêque de Quimper. Le 18 février 1816, il est ordonné diacre à Saint-Brieuc puis le 9 mars, il reçoit l’ordination à Vannes par Pierre-Ferdinand de Bausset-Roquefort.
En cette même année, il entreprend de composer le premier volume du livre Essai sur l'indifférence en matière de religion. L'idée d'écrire cet ouvrage lui avait été suggérée par son ami l'abbé Teysseyre, un sulpicien, ancien élève de l’école polytechnique, rencontré lors d'un séjour à Paris. La publication connaît un succès d'autant plus grand qu'il était tout à fait inattendu. Puis en juillet 1820, lorsque parait le second volume de l'Essai, le nouveau livre rencontre des hésitations et même des oppositions chez les lecteurs ce qui a pour effet de le surprendre. Le 25 août 1820 il écrit au comte de Senfft : « Si dans le clergé même, on me traite publiquement comme un ennemi de la cause sainte (…) je ne vois pas pourquoi je m'obstinerais à lutter à la fois contre les adversaires de la religion et contre ses ministres ». Dès, lors sa réaction ne se fit pas attendre. Son attachement au Saint-Siège lui suggéra d'adresser, dès le mois suivant, une demande à Rome pour que l'Essai y soit examiné par des théologiens et que soit donné un jugement sur l'orthodoxie de l'ouvrage. La demande fut bien accueillie par les autorités romaines et trois théologiens ont été désignés pour examiner les deux volumes de l'Essai, ainsi que la Défense de l'Essai, que Lamennais a fait paraitre en juin 1821. Les trois écrits ont été jugés orthodoxes renforçant ainsi la popularité du jeune écrivain breton.
C'est de juin à septembre 1824 qu'il effectue son premier voyage à Rome où il est bien reçu par Léon XII, ce qui l'encourage à poursuivre ses travaux intellectuels dans la direction entamée.

### Supérieur général de la congrégation de Saint-Pierre
En 1828, en association avec son frère Jean-Marie, il accepte de devenir supérieur général de la Congrégation de Saint-Pierre. Le projet initial est de créer une société d'ecclésiastiques qui se livreraient à l'étude et à la rédaction d'ouvrages, afin de cultiver les sciences religieuses et de se mettre au service de l'Église, avec le soutien des abbés de Salinis et Philippe Gerbet et avec l'idée de former des jeunes gens dans ce but.
L'œuvre est destinée à former un clergé savant, capable de répondre aux attaques des philosophes des Lumières, de mieux comprendre son temps et de rétablir l'autorité du pape en France. Cette congrégation est située en partie à la Chesnaie et le noviciat à Malestroit.
Il dirige ainsi l'étude dans de nombreux domaines de savoirs : les Pères de l'Église, les langues anciennes, les langues orientales, les langues européennes, les sciences physiques, la musique. La Chesnaie surtout, devient un foyer de recherche, avec une bibliothèque de plus de 12 000 ouvrages, rassemblant les éléments d'une encyclopédie chrétienne, ouverte sur le monde et les croyances.
Lamennais prend ainsi, au titre de la congrégation de Saint-Pierre, la direction du collège de Juilly, en 1830, à la demande l'abbé de Salinis et l'abbé de Scorbiac. En effet, l'idée est de transmettre le collège à une congrégation enseignante pour assurer l'avenir du collège à long terme.

### Rédaction d'articles et théorie du catholicisme social
Il participe à la rédaction d'articles pour le Mémorial catholique, journal créé par les abbés Antoine de Salinis et Philippe Gerbet en 1824. Jean-Marie de la Mennais en est le directeur éditorial et est chargé de la relecture des articles avant publication.
En 1829, il publie Les progrès de la révolution et de la guerre contre l'Église.
En 1830, il fonde, avec Montalembert et Lacordaire, le journal L'Avenir dont la devise est « Dieu et la liberté ». Le groupe des rédacteurs du journal plaide pour la liberté de l'enseignement, la séparation de l'Église et de l'État et réclament la liberté de conscience, de presse et de religion. La même année, ils fondent également l'Agence générale pour la défense de la liberté religieuse. À ce titre, ils créent une école libre et gratuite à Paris en 1831. Ils montrent ainsi que la liberté d’enseigner consiste d’abord pour un particulier ou pour une collectivité privée à disposer du droit d’ouvrir une école. L’école, ouverte le 9 mai, est fermée le lendemain, les enfants expulsés sans violence et les trois instituteurs poursuivis. Le procès est envoyé devant la cour d’assises comme délit politique mais les prévenus disposent d’une tribune pour justifier leur acte et soutenir délibérément sa légalité. Ils sont condamnés à l’amende minimale.
Ce sont les idées de la Mennais que la Belgique, devenue indépendante en 1830, adopte grâce à Adolphe Bartels, ancien rédacteur belge du Catholique qui le seconde.
En 1831, révolté par la condamnation du soulèvement de la Pologne, il s'oppose au pape Grégoire XVI. Il considère que le pape veut défendre davantage les princes que le peuple.

Durant le premier semestre 1832, sous la conduite de l'archevêque de Toulouse David d'Astros, un recueil de 38 puis 56 propositions condamnables, contenues dans les ouvrages de La Mennais, Gerbet, Rohrbacher et dans des articles de l'Avenir, est établi, approuvé par de nombreux évêques de France et transmis à Rome pour approbation. Le pape condamne l'Avenir en 1832 par l'encyclique Mirari vos.

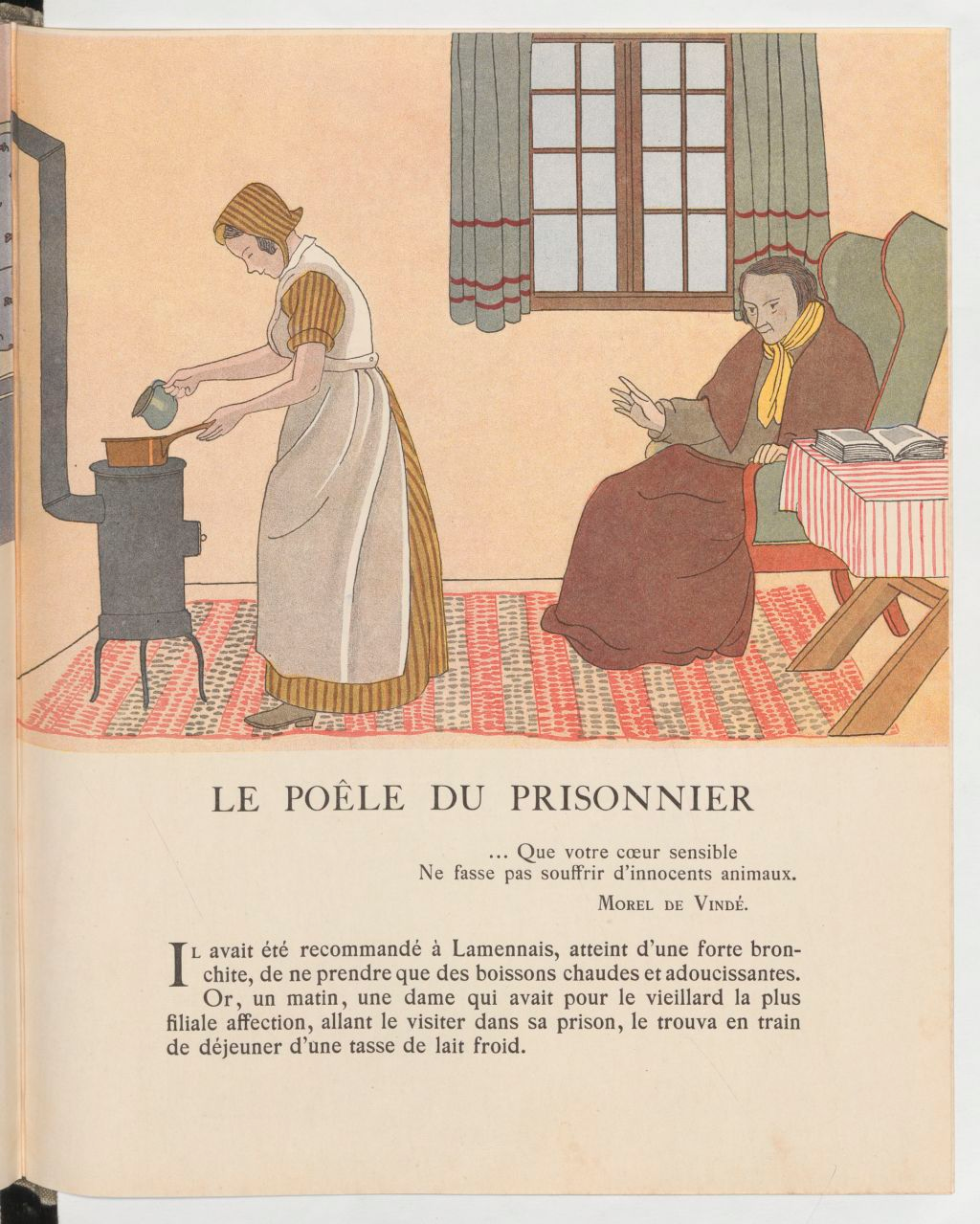
Lamennais en prison (1), illustré par Marie-Madeleine Dauphin.

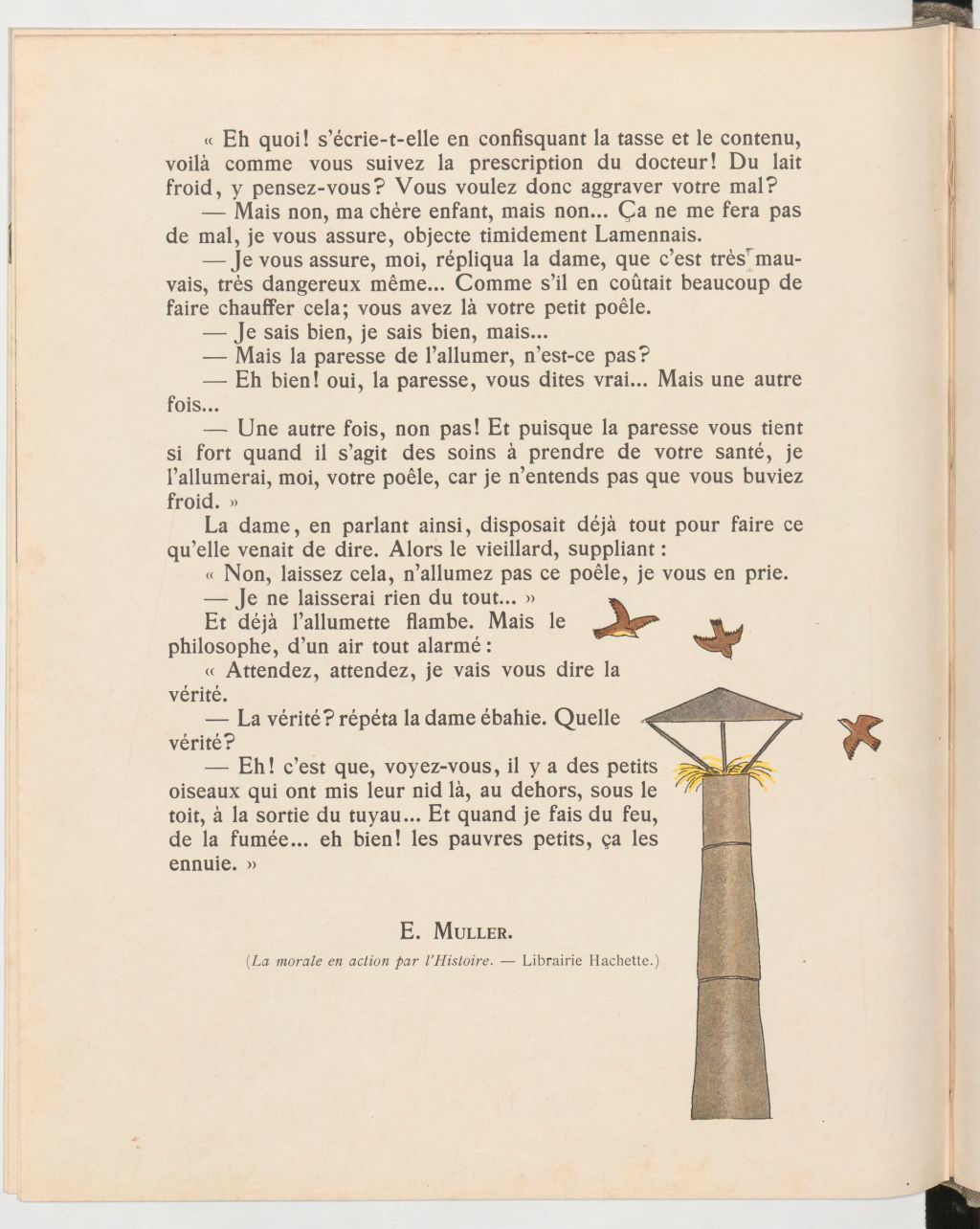
Lamennais en prison (2).

En 1833, il renonce à ses fonctions ecclésiastiques et publie l'ouvrage Paroles d'un croyant, le 30 avril 1834. C'est un ouvrage lyrique, rempli de violence et de plaintes, qui marque sa rupture avec l'Église (encyclique Singulari Nos). Dans cet ouvrage, il constate et déplore le « désenchantement » du monde tout en lançant un appel pressant à la liberté de l'Église, à partir duquel il commence à développer les tendances pseudo-socialisantes et démocratiques du message évangélique.
Ce livre marque ses contemporains, et est fermement condamné par le pape Grégoire XVI en 1834 avec l'encyclique Singulari Nos.
En 1835, il voit ses anciens amis peu à peu le quitter mais le 9 avril 1835, ses amis Fleury, Arago et Liszt l'amènent à rencontrer Marie d'Agoult et George Sand dont le salon devient un véritable cénacle républicain ; Lamennais lui reste très lié. Il est effaré par les idées de George Sand sur la liberté sociale et le divorce mais il est son mentor, avec Michel de Bourges, sur les voies du socialisme politique. George Sand lui déclare un jour : « Nous vous comptons parmi nos saints... Vous êtes le père de notre Église nouvelle ».
En 1837, il publie le Livre du peuple, véritable livre de combat. Il se lie d'amitié avec le patriote canadien Louis-Joseph Papineau lors du voyage de celui-ci en France. Il continue de prendre le parti du peuple et, en 1841, après avoir attaqué le gouvernement royal, il est condamné à un an de prison. Par la suite, après avoir fondé le journal Le Peuple, il continue à professer un libéralisme populaire.
Entre 1841 et 1846 il écrit Esquisse d'une philosophie dans lequel il développe sa conception d'un christianisme sans Église, capable de regrouper les masses pour les conduire au progrès par la charité. En 1848, il rédige un projet de constitution avec Auguste Barbet.

### Député à l'Assemblée constituante
Il se fait élire député à l'Assemblée constituante de 1848, puis à l'Assemblée législative de 1849 à 1851 mais, à la suite du coup d'État du 2 décembre 1851, il se retire de la vie publique.
Ultramontain à ses débuts, Lamennais connait une évolution qui fait de lui un précurseur du catholicisme libéral, du catholicisme social, ainsi que de la démocratie chrétienne.
Toute sa vie durant, il pose les questions de la nécessaire alliance — entre l'Église avec ses idées de liberté d'une part et l'exigence d'une véritable doctrine sociale de l'Église catholique d'autre part — en tant que priorité historique avec la Restauration. Il entend démontrer que la République nécessite un pouvoir spirituel, une religion civile ; pour cela il propose un projet de constitution.
Élu le 23 avril 1848, représentant de la Seine à l'Assemblée constituante, il siège à la Montagne avec les démocrates les plus avancés. Il est nommé membre du comité de constitution, auquel il communique, dès la première séance, son projet complet dans lequel le religieux et le politique sont intrinsèquement liés. Ce projet de constitution a notamment été étudié par Jean-Paul Clément dans un article de la Revue française de droit constitutionnel. Celui-ci ne reçoit pas l'accueil qu'il en attend.

### Relations
Alphonse de Lamartine lui dédie son poème Dieu.
Il est l'ami de Pierre Leroux, de Jean Reynaud, de Chateaubriand et d'Ernest Renan.
Ses idées socialistes influencent fortement Sainte-Beuve et son unique roman Volupté.
Georges Bernanos fait référence à Lamennais dans le prologue de Sous le soleil de Satan (1926). Notant que « le doctrinaire en révolte, dont le temps s'amuse avec une profonde ironie, ne fait souche que de gens paisibles », Bernanos illustre ce fait par l'exemple de Lamennais « dont la postérité spirituelle encombre les sacristies ».

### Mort
Au cours de ses dernières années, Lamennais travailla à sa traduction de La Divine Comédie de Dante, qui s'ouvre par une ample introduction (cette traduction parut de manière posthume en 1863, et connaîtra un large succès).
Lamennais meurt le 27 février 1854 à Paris (probablement du choléra qui ravage encore la France, cette année-là). Non réconcilié avec les autorités ecclésiastiques et conformément à ses dernières volontés, il a des obsèques civiles où la foule présente peut montrer son désaccord avec le régime en place lors d'une manifestation populaire qui est réprimée. Il est inhumé le 1er mars 1854 dans une des fosses communes du cimetière du Père-Lachaise dans le respect des dernières volontés qu'il a exprimées, d'être enterré « au milieu des pauvres et comme le sont les pauvres. On ne mettra rien sur ma tombe, pas même une simple pierre. Mon corps sera porté directement au cimetière, sans passer par aucune église ».

## Ouvrages

### Traductions
- Un de ses premiers ouvrages de traduction, en collaboration avec son frère Jean-Marie de la Mennais, est celle d’un traité de vie spirituelle composé au (XVIe siècle) :  Louis de Blois, Le Guide spirituel, ou le Miroir des âmes religieuses, Paris, Belin-Mandar et Devaux, 1828 (BNF 30114723, lire en ligne).
- Il a fait une traduction de L'Imitation de Jésus-Christ, célèbre œuvre de dévotion de Thomas a Kempis : F.-R. de Lamennais et Thomas A. Kempis, L'imitation de Jésus-Christ (Annoté), Paris, Bonne presse coopérative, 1824, 392 p. (BNF 33427782, lire sur Wikisource)
- Dante, La divine comédie, Paris, Didier et Cie, 1863, nouvelle éd. (1re éd. 1833) (lire sur Wikisource)

### Ouvrages co-rédigés avec J.-M. de La Mennais (1808 - 1814)
- Jean-Marie et Félicité de la Mennais, Réflexions sur l'état de l'Église en France pendant le dix-huitième siècle et sur sa situation actuelle, 1808 (BNF 30728561, lire en ligne)
- Jean-Marie et Félicité de la Mennais, Tradition de l'Église sur l'institution des évêques, Liège, Le Marié, Duvivier, 1814, 409 p. (BNF 30728608)

### Essais sur l'indifférence(1817-1823)
Dans son livre Essai sur l'indifférence en matière de religion, publié en quatre volumes, de 1817 à 1823, il engage la polémique face à Voltaire et aux encyclopédistes du XVIIIe siècle ; il critique l'université napoléonienne et le gallicanisme. Il a été dit de cet ouvrage qu'il « réveillerait un mort » et ce fut un immense succès de librairie.
- Essai sur l'indifférence en matière de religion, 1817 à 1823 (BNF 16632283)
- Tome Premier, Paris, Tournachon-Molin et H. Seguin, 1817, 298 p. (lire en ligne)
- Tome Second, Paris, Tournachon-Molin et H. Seguin, 1820, 213 p. (lire en ligne)
- Tome Troisième, Paris, Pagnerre, 1843, 10e éd., 403 p. (lire en ligne)
- Tome Quatrième, Paris, Librairie classique élémentaire, 1823, 505 p. (lire en ligne)

Pour répondre aux polémiques engagées par le système défendu dans son livre, il rédige peu après un ouvrage pour défendre ses idées : Défense de l'Essai sur l'indifférence en matière de religion, Paris, Méquignon fils aîné, 1821, 2e éd. (BNF 30728448, lire en ligne)

### Direction de la collection Bibliothèque des dames chrétiennes
La Bibliothèque des dames chrétiennes est une collection publiée sous la direction de Lamennais entre 1820 et 1825. L'ensemble a été réédité par Paul Dudon en 1923. L'idée initiale c'est de permettre aux femmes du monde d'accéder à d'ouvrages chrétiens qui sont des classiques de la littérature. Cependant la collection n'a pas eu le succès attendu et est tombée dans l'oubli.

### Ouvrages composés entre 1825 et 1829
- De la religion considérée dans ses rapports avec l'ordre politique et civil, Paris, bureau du Mémorial catholique, 1825 (BNF 30728569, lire sur Wikisource, lire en ligne). Il rencontre Auguste Comte la même année que celle de la publication de l'ouvrage.
- Des progrès de la révolution et de la guerre contre l'Église, Paris, Belin-Mandar et Devaux, 1829, 2e éd. (BNF 30728428)

### Ouvrage composé après l'encycliqueMirari vos
- Paroles d'un croyant, Bruxelles, Librairie universelle de Mary-Müller et Cie, 1838, 8e éd. (1re éd. 1833) (BNF 32342700, lire sur Wikisource).

### Ouvrages composés après l'encycliqueSingulari Nos
Les idées développées par l’École mennaisienne, sont condamnées par le Saint-Siège via l'encyclique publiée en 1834, intitulée Singulari Nos.
- Affaires de Rome (1836).
- Le livre du peuple (1837).
- L'esclavage moderne (1839).
- Le pays et le gouvernement (1840)
- De la religion (1841).
- Une voix de prison (1841).

### Esquisse d'une philosophie(1840-1846)
Cet ouvrage a été composé en 6 ans, il est composé de quatre tomes, chacun étant lui-même composé de différents livres qui abordent la religion, la théologie, la place de l'humanité, la science et l'art : Esquisse d'une philosophie : 4 tomes (BNF 30728589)
Tome Premier : Première partie - de Dieu et de l'Univers (livres 1 à 6), Paris, Pagnerre, 1840
- Livre premier : De Dieu (lire en ligne), p. 3 à 98
- Livre Deuxième : De la création (lire en ligne), p. 99 à 146
- Livre Troisième : De l'Univers (lire en ligne), p. 147 à 210
- Livre Quatrième : Des divers ordres d'êtres (lire en ligne), p. 211 à 260
- Livre cinquième : Lois générales de la Création (lire en ligne), p. 261 à 324
- Livre sixième : Continuation du même sujet (lire en ligne), p. 325 à 400

Tome Second : Seconde Partie - de l'homme (livres 1 à 6), Pagnerre, 1840, 452 p.
- Livre Premier : Considérations générales sur l'état primitif et l'état actuel de l'Homme (lire en ligne), p. 3 à 100
- Livre Second : de l'Homme considéré comme être organique (lire en ligne), p. 101 à 192
- Livre Troisième : de l'Homme considéré comme être intelligent et libre (lire en ligne), p. 193 à 270
- Livre Quatrième : rapports de l'Homme avec l'Esprit ou l'Amour divin (lire en ligne), p. 271 à 316
- Livre Cinquième : Rapports de l'Homme avec le Père et la puissance divine (lire en ligne), p. 317 à 362
- Livre Sixième : de l'Homme considéré à l'état de santé et à l'état de maladie (lire en ligne), p. 363 à 452

Tome Troisième : Seconde Partie - de l'Homme (livres 7 à 9), Paris, 482 p.
- Livre Septième : de l'Homme en tant qu'actif, et des objets de son activité. Industrie (lire en ligne), p. 3 à 124
- Livre Huitième : de l'Art (lire en ligne), p. 125 à 286
- Livre Neuvième : continuation du même sujet (lire en ligne), p. 287 à 469

Tome Quatrième : Deuxième Partie - de l'Homme (livres 10 à 12), Paris, Pagnerre, 1846, 488 p.
- Livre Dixième : de la science (lire en ligne), p. 3 à 162
- Livre Onzième : Continuation du même sujet (lire en ligne), p. 163 à 244
- Livre Douzième : continuation du même sujet (lire en ligne), p. 245 à 468

### Correspondance
- En 1821, il rencontre Victor Hugo qui conçoit de l'admiration pour lui et ils entretiennent une correspondance pendant plusieurs années[29].
- Louis Le Guillou, Correspondance Générale, Paris, Armand Colin, 1972-1982 (9 volumes) (BNF 34294055)

### Œuvre posthume
- Félicité de la Mennais et E. D. Forgues (éditeur scientifique), Œuvres posthumes publiées selon les vœux de l'auteur : mélanges philosophiques et politiques, Paris, Paulin et le chevalier, 1856 (lire en ligne)

## Iconographie

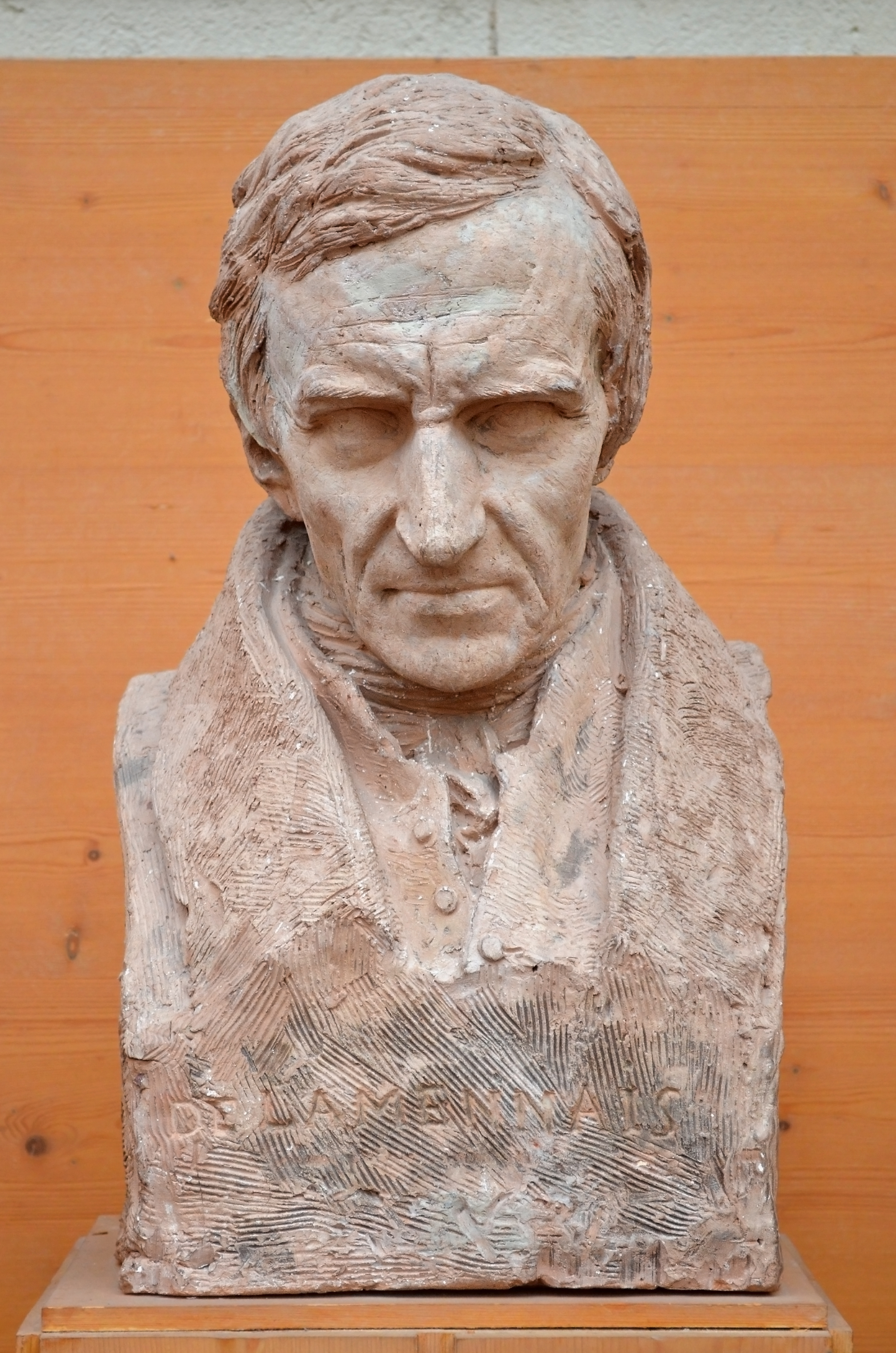
Buste de Félicité Robert de Lamennais par David d'Angers, au musée des Beaux-Arts de Rennes (don de Blaize de Maisonneuve).

- Portrait en buste de Lamennais par David d'Angers, médaillon en bronze patiné à Châtenay-Malabry (Maison de Chateaubriand).
- Portrait de Félicité de la Mennais par Jean-Baptiste Paulin Guérin en 1820, conservé au musée d'Autun[30].
- Buste de Félicité Robert de Lamennais (1839) par David d'Angers au musée des Beaux-Arts de Rennes.

## Hommages
- Un discours prononcé à l'Académie française par André Maurois (Délégué de l’Académie française) lui rend hommage en 1954[31].
- La rue Lamennais du 8e arrondissement de Paris, entre l’avenue de Friedland et la rue Washington, porte son nom.
- Un timbre français de 1957 lui rend hommage[32].
- Dans le film de Michèle Rosier, George qui ?, le personnage de Lamennais est interprété par le philosophe Gilles Deleuze[33].
- Une exposition a eu lieu au musée de Saint-Malo en 1982 pour célébrer les deux cents ans de sa naissance, ce qui a donné lieu à un ouvrage : Lamennais : la Croix et la République : exposition du bicentenaire, 1782-1982, Musée de Saint-Malo, 1982 (BNF 34690989). A cette occasion, un médaillon le représentant est placé sur le mur de l'actuel hôtel de ville[34]

Hommages
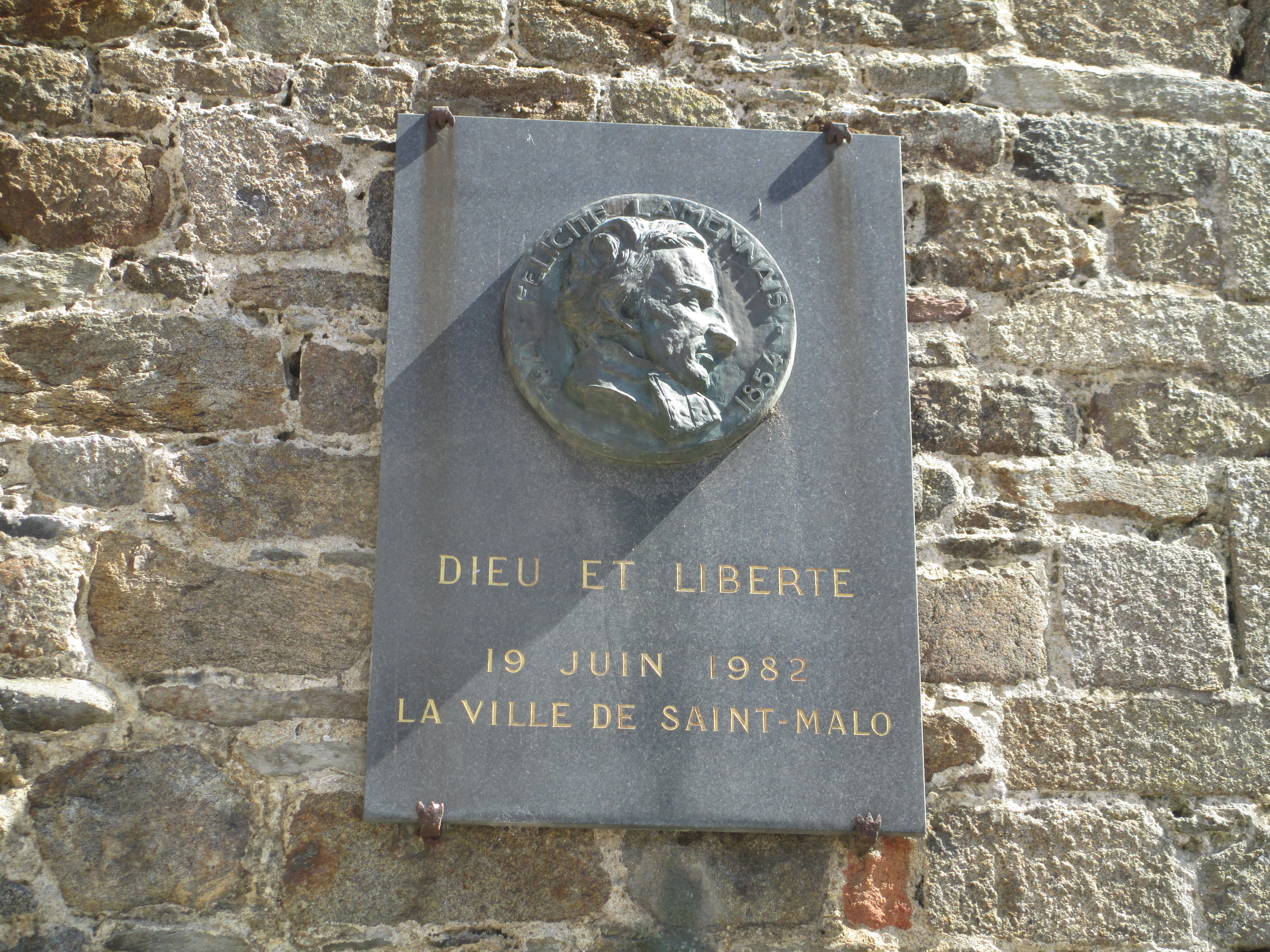
Plaque commémorative placée sur l'hôtel de ville de Saint-Malo en 1982.
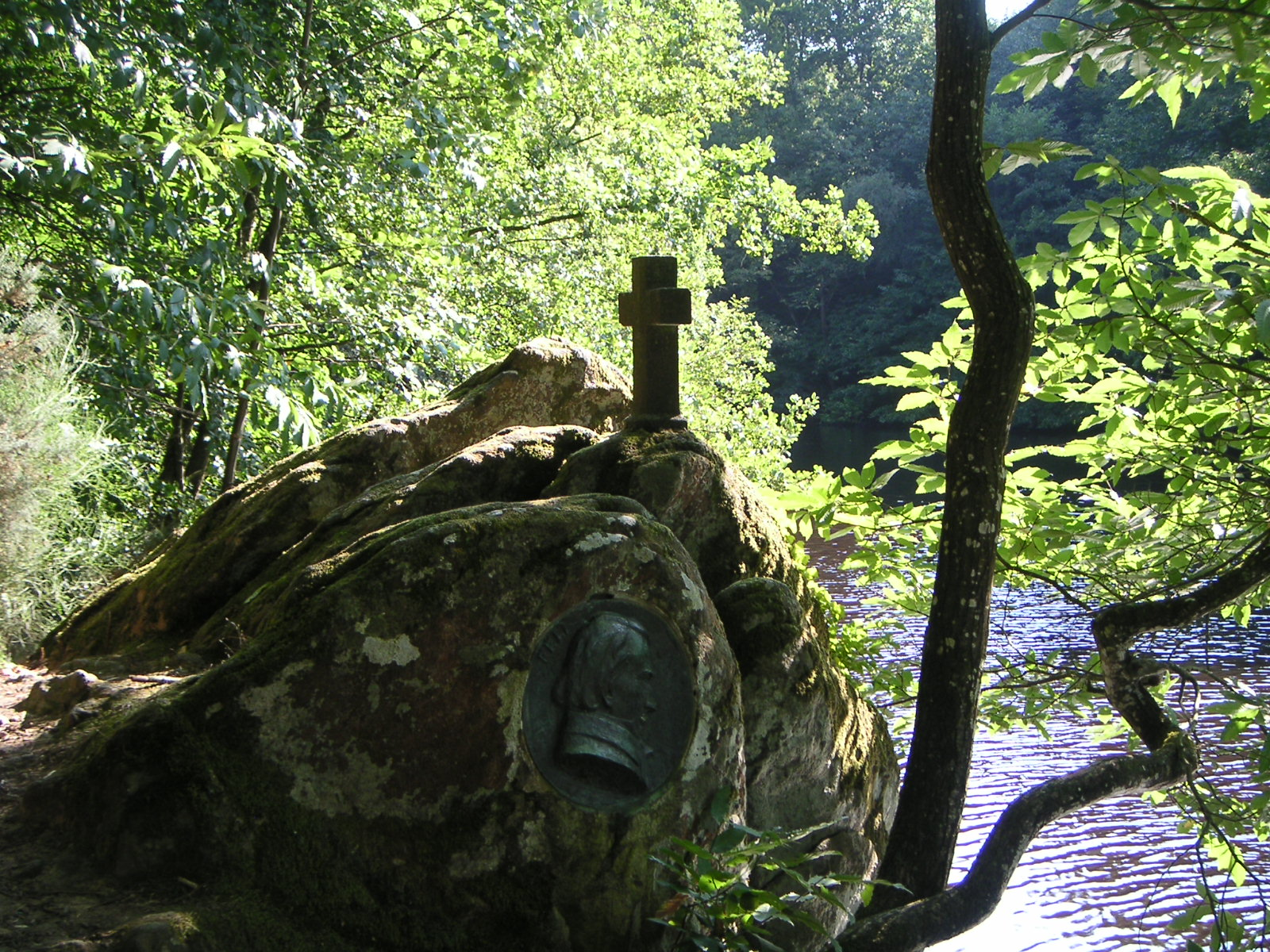
À Saint-Pierre-de-Plesguen : croix et, en dessous, médaillon représentant Lamennais réalisé en 1922 par Alexis Renaud[35].
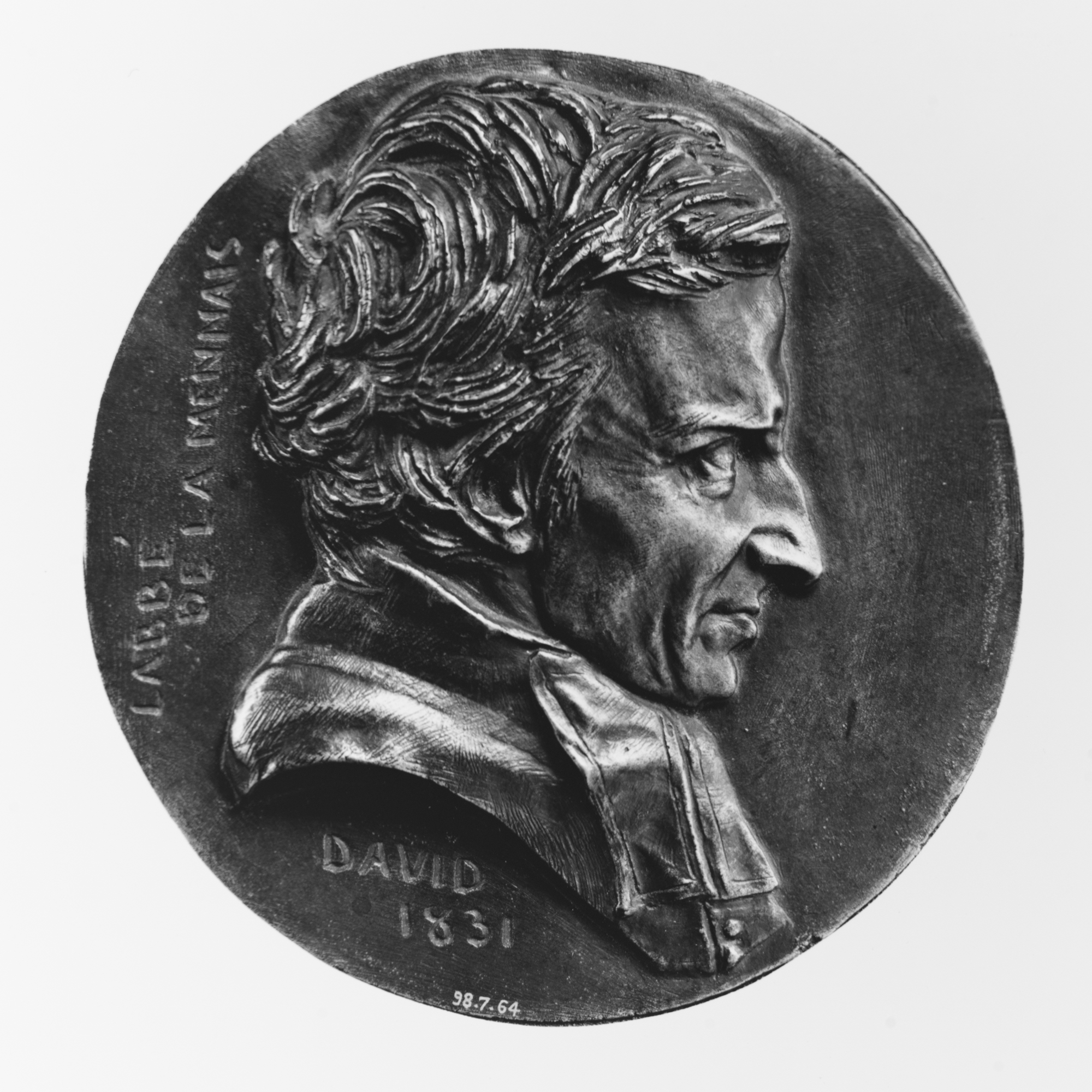
Bronze réalisé par David d'Angers en 1831 et conservé au Metropolitan Museum of Art (New York).